# 远山友胜
远山友胜（日语：／ Toyama Tomokatsu */?）是日本战国时代至安土桃山时代的武将。为美浓国东部惠那郡的国人众，远山直廉之养子。饭羽间远山氏当主，在远山直廉死后又成为苗木远山氏当主，饭羽间城与苗木城主。

## 经历
饭羽间远山氏是岩村远山氏的分家，为远山七头之一。出身于岩村远山氏，被苗木远山氏领养的一族•苗木城主远山直廉受武田信玄之命进攻飞驒国益田郡，在大威德寺之战中与三木氏战斗并负伤，于1572年（元龟三年）伤重而死。由于远山直廉无嗣，受织田信长之命，远山友胜继承苗木远山氏，成为苗木城主，将饭羽间城让予儿子远山友忠
远山友胜的卒年不详，但自从天正以后他的名字就再未出现过，因此可以认为他早在那个时候就已经去世了。之后，远山友忠与森长可战斗，并被赶出了苗木城。在关原之战中，友胜之孙、友忠之子远山友政带领德川秀忠军攻下了苗木城，在战后因功被封回苗木城一万石。远山氏的子孙得以作为苗木藩主，在江户时代存续下去。

## 苗木勘太郎同一人物说
虽然目前没有发现没有苗木勘太郎留下的任何书信，但在一些军记中有关于他的记载。
苗木勘太郎于1560年（永禄三年）应织田信长的请求，率领五百余骑于五月十三日从领地出发，于当月十五日进入清洲城，作为织田氏一方参加了桶狭间之战。因本战战功，勘太郎被信长赏赐了美浓国两万石领地，同时信长还将其妹妹（苗木勘太郎室）嫁给了他。其女儿龙胜院从小由信长抚养，后于1565年（永禄八年）十一月十三日嫁给武田信玄之子武田胜赖。1572年（元龟三年），勘太郎又作为织田方参加了上村合战，与武田氏战斗。
苗木勘太郎是历代苗木城主的通称，而关于这个人物到底是谁，主要有三种说法。《远山来由记》认为勘太郎为从织田信秀时代开始就与织田氏有着很深的渊源，并在织田氏的支援下扩展了本家领地的远山友胜。另外，《苗木传记》中采用勘太郎为远山友忠的说法，《远山家系图》中采用勘太郎为远山直廉的说法。

### 文献
- 国立国会図書館デジタルコレクション, , 加藤護一  (编), , 恵那郡教育会, 1926  [2019-12-12], （原始内容存档于2019-12-12）
- 国立国会図書館デジタルコレクション, , 堀田正敦  (编), ,   [2019-12-12], （原始内容存档于2021-06-18）